# Larry Harmon
Larry Harmon (ur. 2 stycznia 1925 w Toledo, zm. 3 lipca 2008 w Los Angeles), amerykański producent telewizyjny, komik i aktor.
Wraz z grupą inwestorów, Harmon kupił prawa do licencji znaków odtwórcy Alan W. Livingston i Capitol Records. Do końca roku 1960 miał programy telewizyjne niemal w każdym głównym rynku USA i na całym świecie w miejscach tak dalekich jak: Tajlandia, Brazylia, Grecja.
W dniu 3 lipca 2008 roku Harmon zmarł w swoim domu w Los Angeles na niewydolność serca. Miał 83 lata.